# 정원박물관

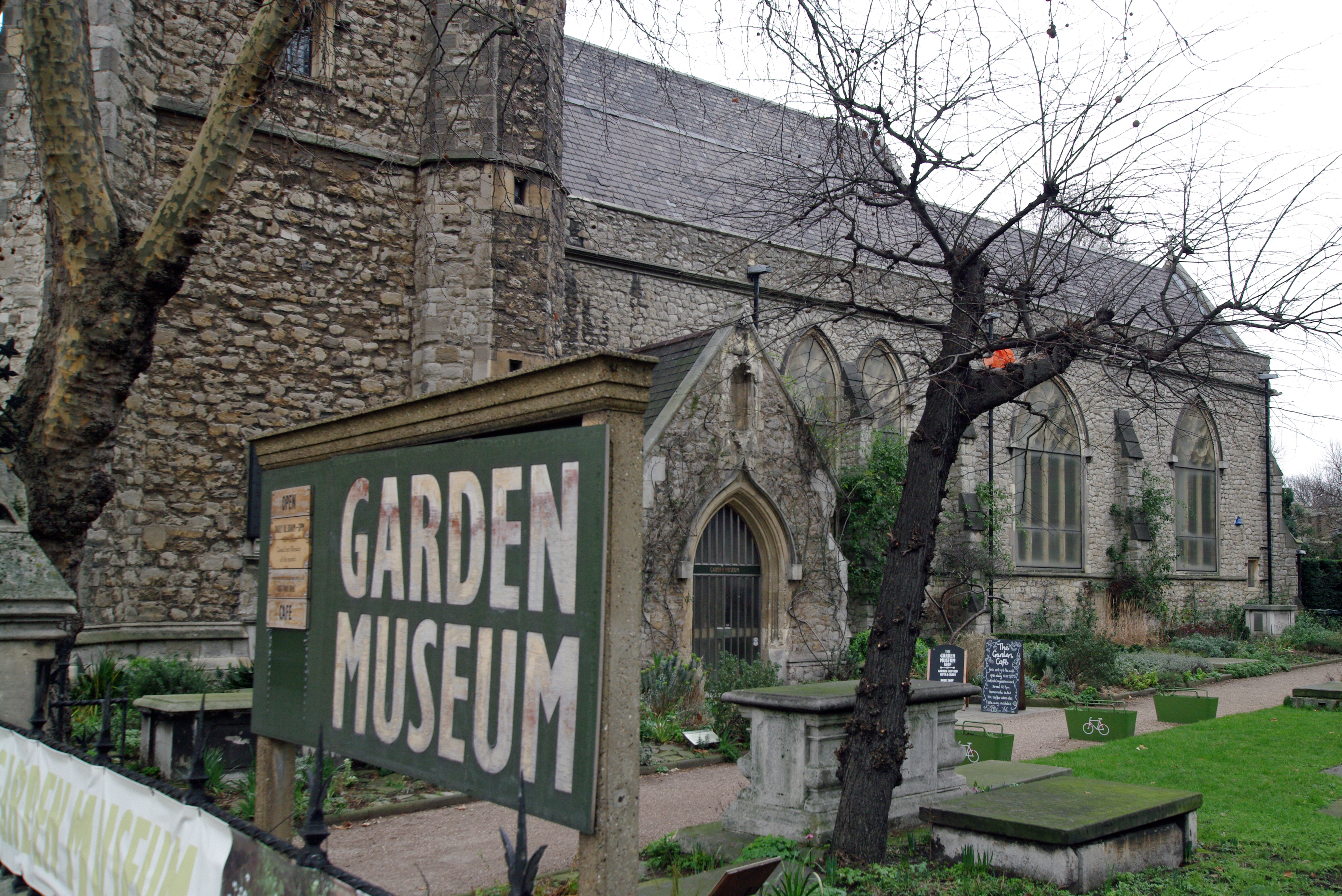
정원박물관 입구

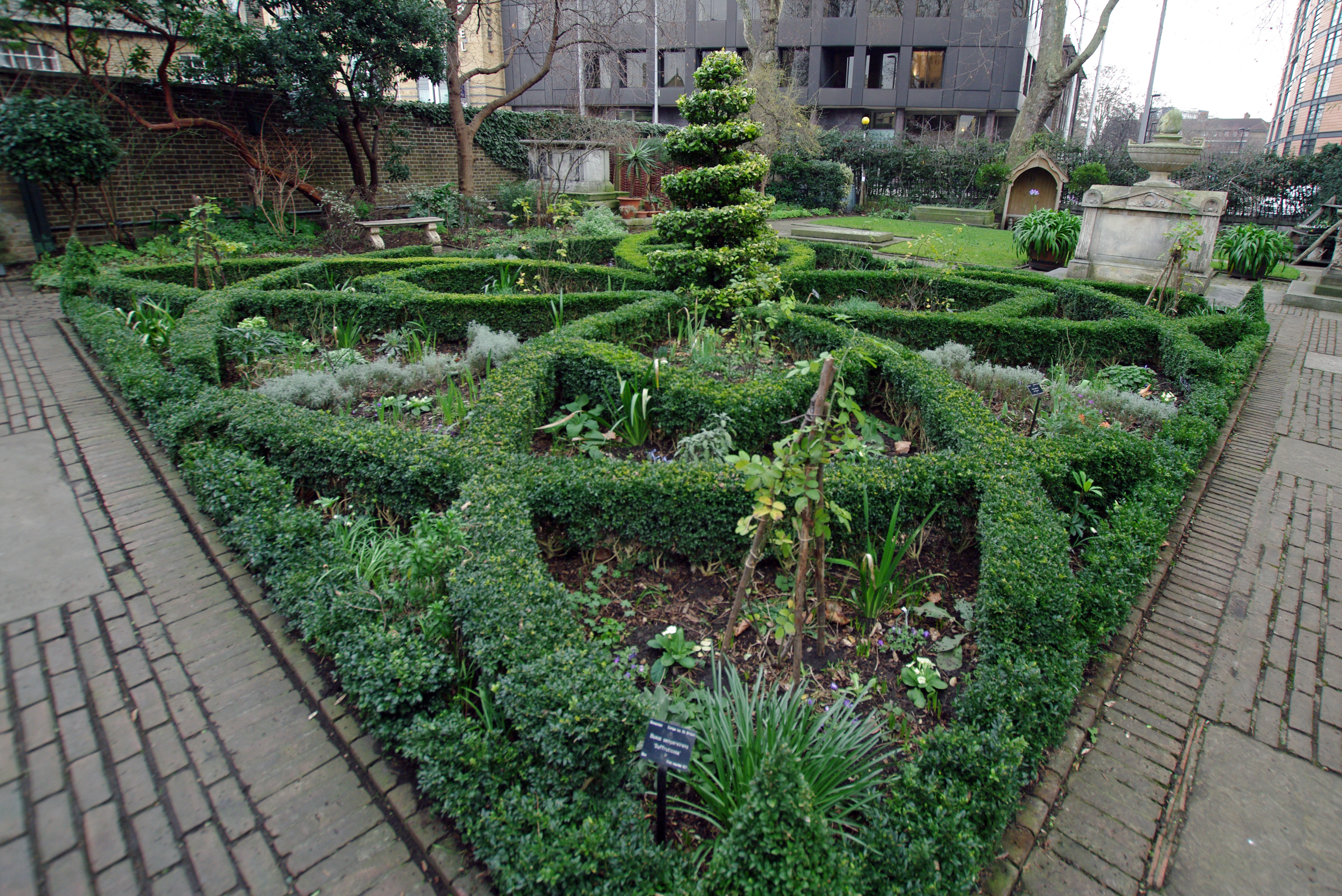
복원된 정원박물관의 Knot Garden

정원박물관(영어: Garden Museum)은 영국 런던에 위치한 조원술 박물관이다. 이전에는 정원역사박물관으로 알려졌다. 런던 템즈강 남쪽 제방에 위치한 램버스궁 인근의 버려진 램버스 성모 교구교회에 자리하고 있다. 램버스로에 위치한 정원박물관은 영국일간지 데일리 텔레그래프에 의해 런던에 위치한 가장 독특한 박물관 베스트 50에 선정되었다. 공식홈페이지에 따르면 정원박물관은 정원이 인간에 의미하는 것을 알아채고, 활동, 토론, 수집 및 기록보관의 다목적 포럼을 운영한다.
1980년대 초, 17세기 풍의 노트 가든(knot garden)이 교회뜰에 만들어졌는데 그 당시의 실제 식물이 심겨졌다.

## 박물관 역사

### 1단계
박물관은 1977년에 설립되었는데 목적은 방치된 옛 성모교회의 철거를 막기 위해서이다. 교회는 John Tradescant (c1570 – 1638)의 매장지인데 그는 영국역사상 위대한 정원사이자 식물 수집꾼이었다. 그의 뛰어나고 수수께끼 같은 무덤은 놋 가든의 중심부에 있는데 놋 가든에는 4세기 전부터 그의 런던 정원에서 자라던 식물이 식재되어있다.

### 2단계
2008년, 인테리어가 현대적 전시공간의 건설에 의해 전시회와 행사를 위한 중심부로 탈바꿈하였다. 3개의 전시회가 해마다 열리는데 영국 정원의 제작과 유명인사의 강연회와 인터뷰가 30여회 이상 펼쳐지는 프로그램이 개최된다. 유명인사는 과거의 잊혀진 식물채집꾼과 정원사부터 현대의 유행을 이끄는 정인디자이너와 작가까지 망라된다. 방문자들은 또한 영구적인 전시물을 보게 된다. 전시물에는 그림, 공구, 일회용품 및 역사적 유물이 있는데 영구전시된다. 유물에는 유난스런 영국인의 정원에 대한 애정행각에 대한 일부가 담겨있다.

## 박물관 수집품

### 박물관 전시 도구

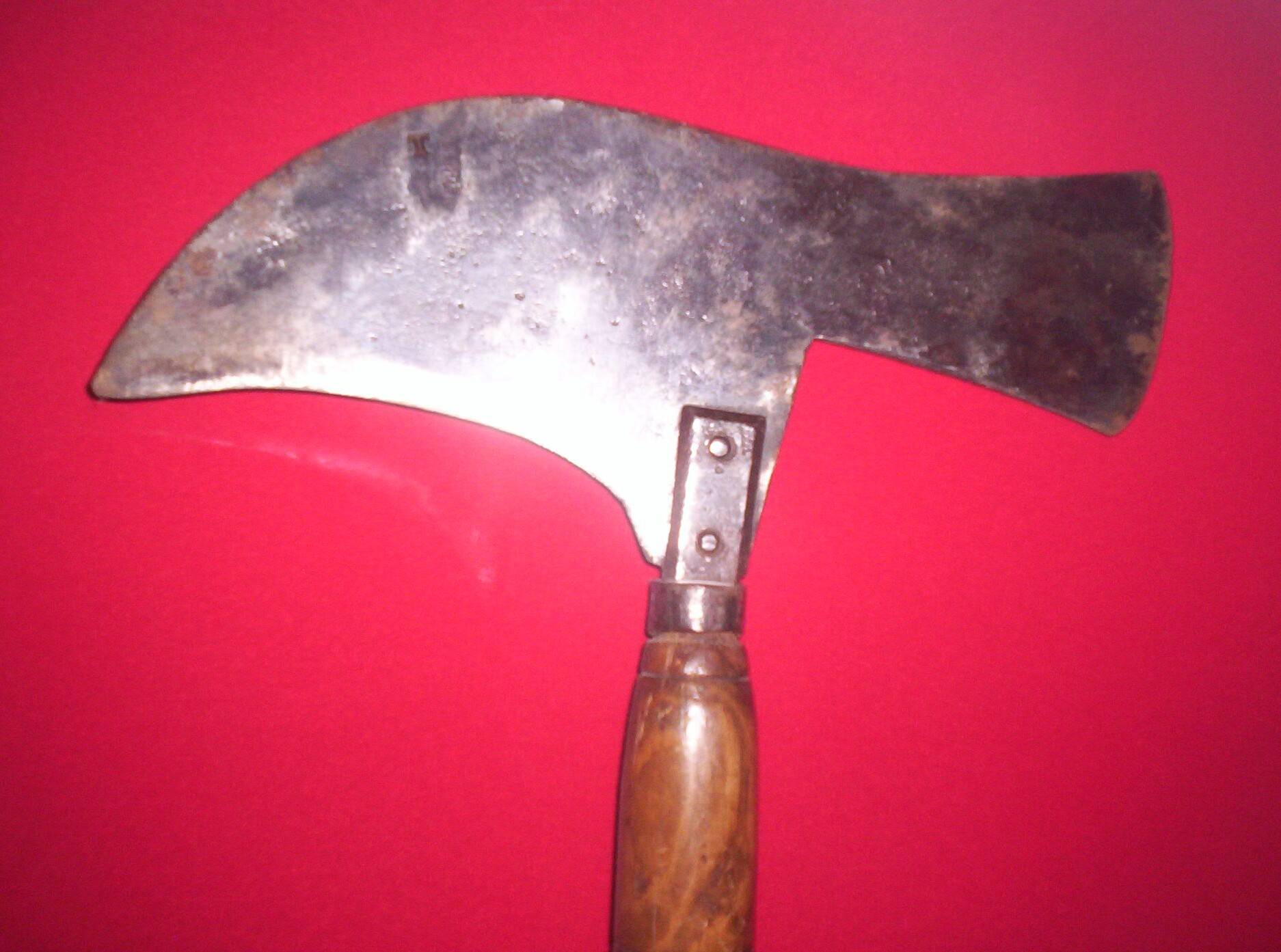
Gardener's blade
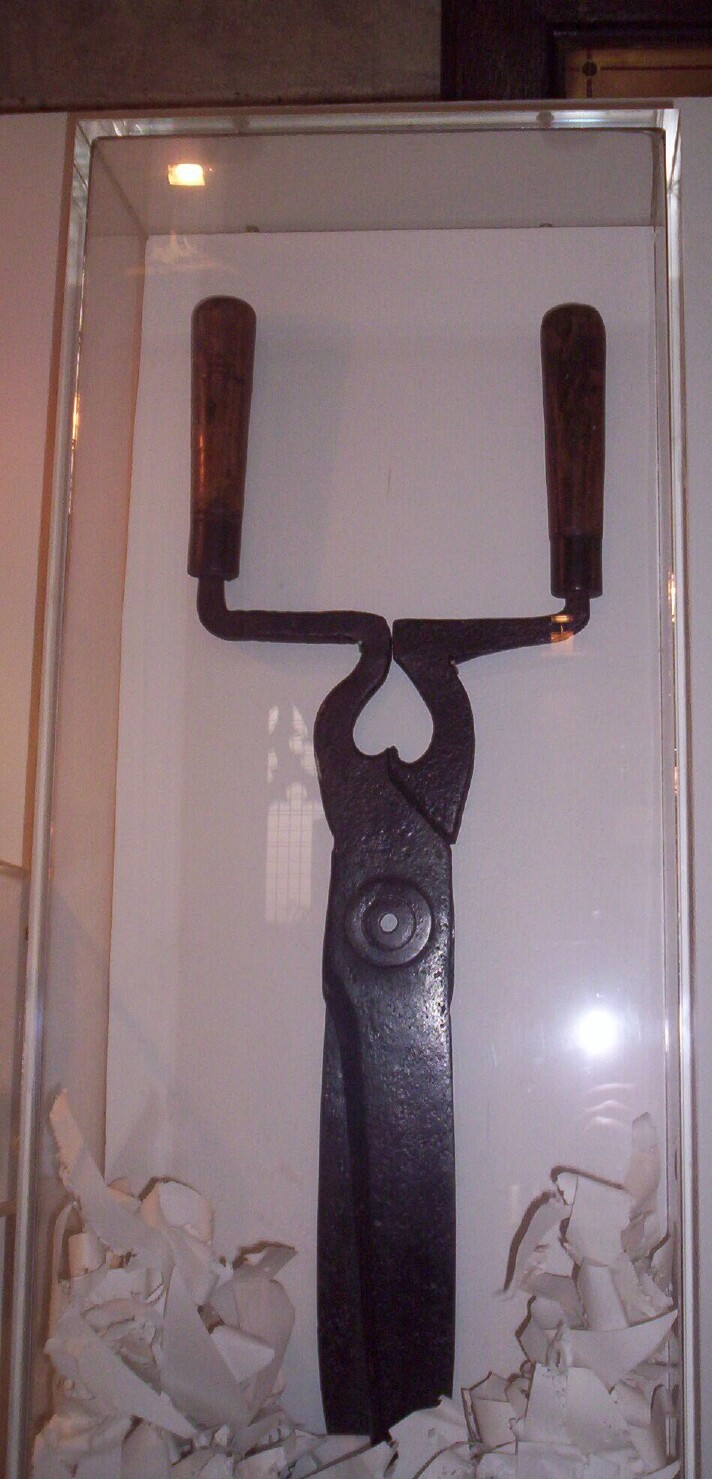
Hedge shears
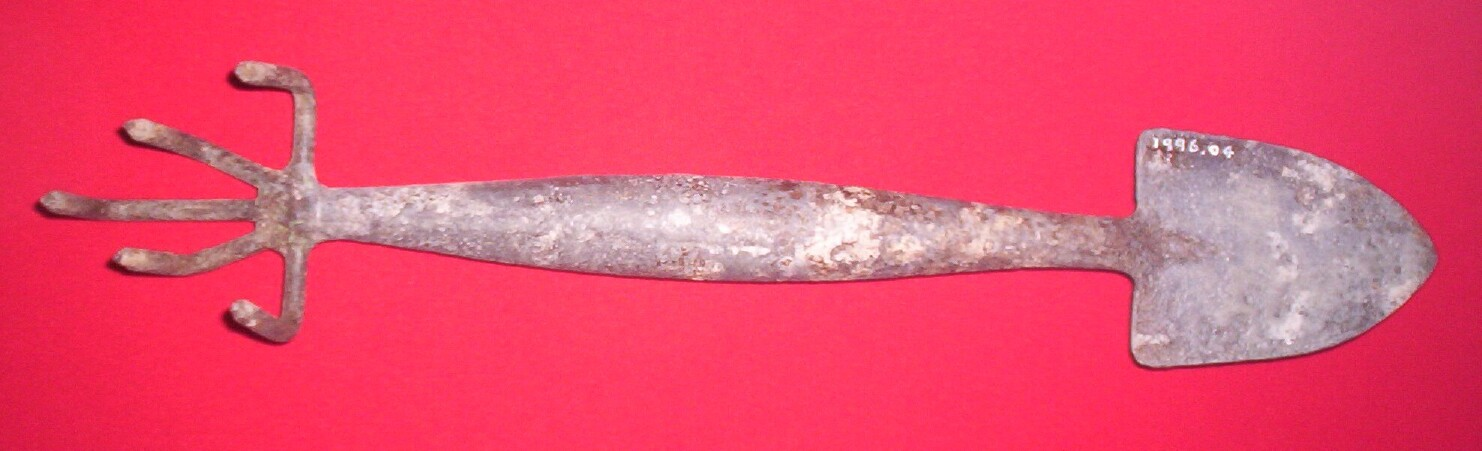
Trowel/cultivator
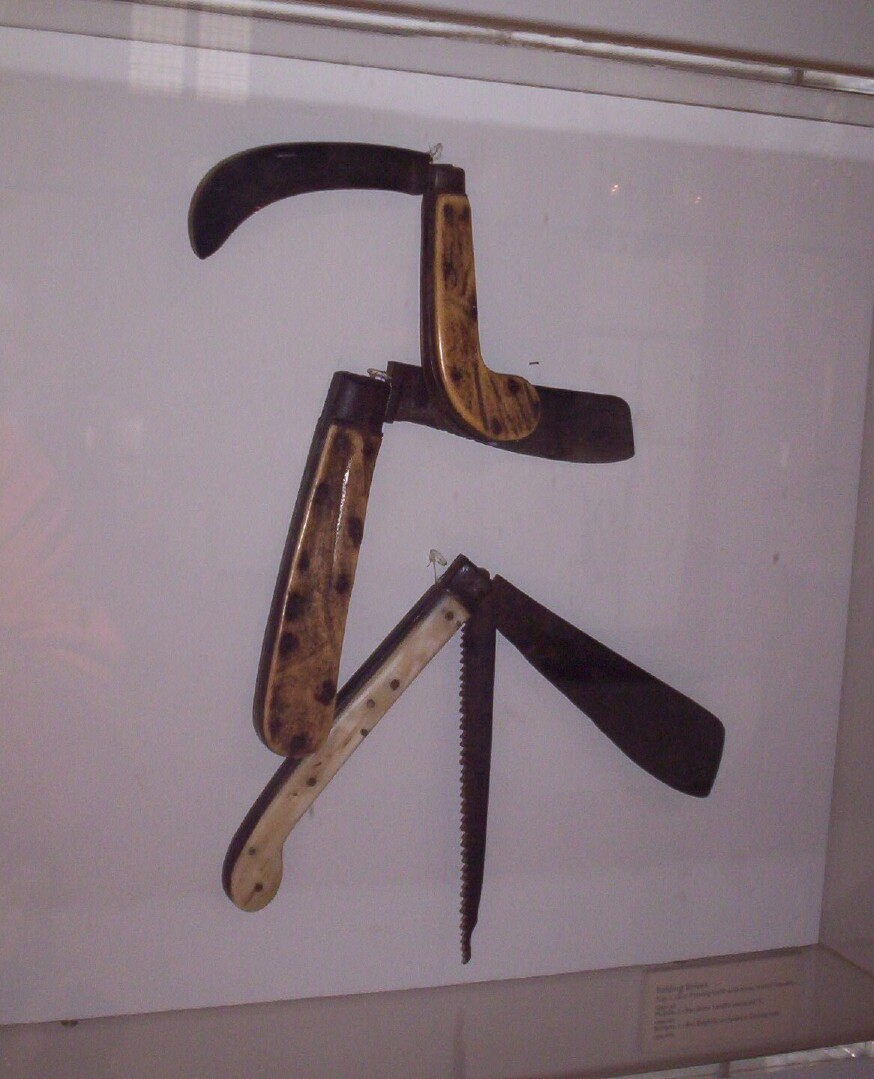
Gardener's Blades
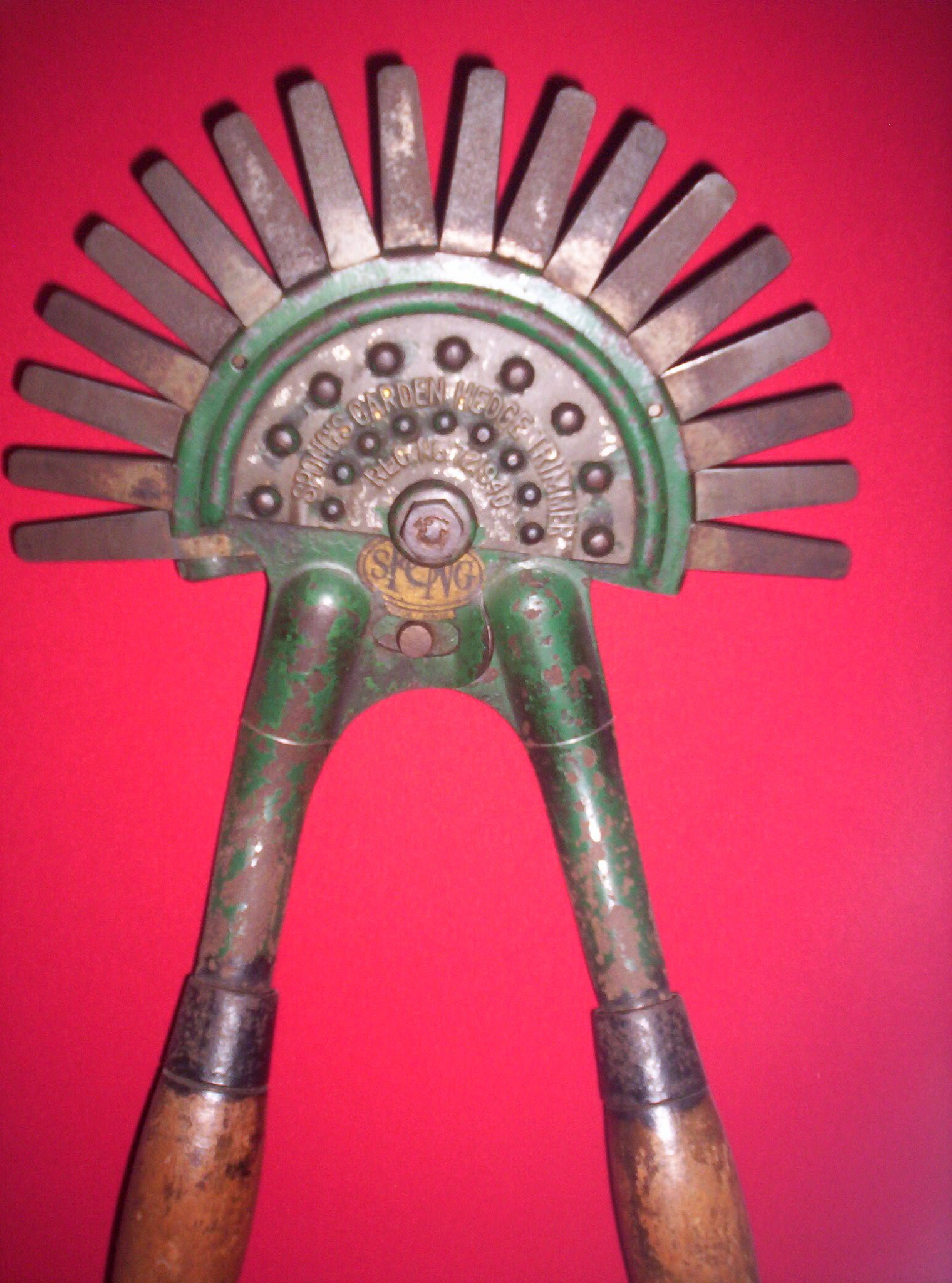
multi-blade shears
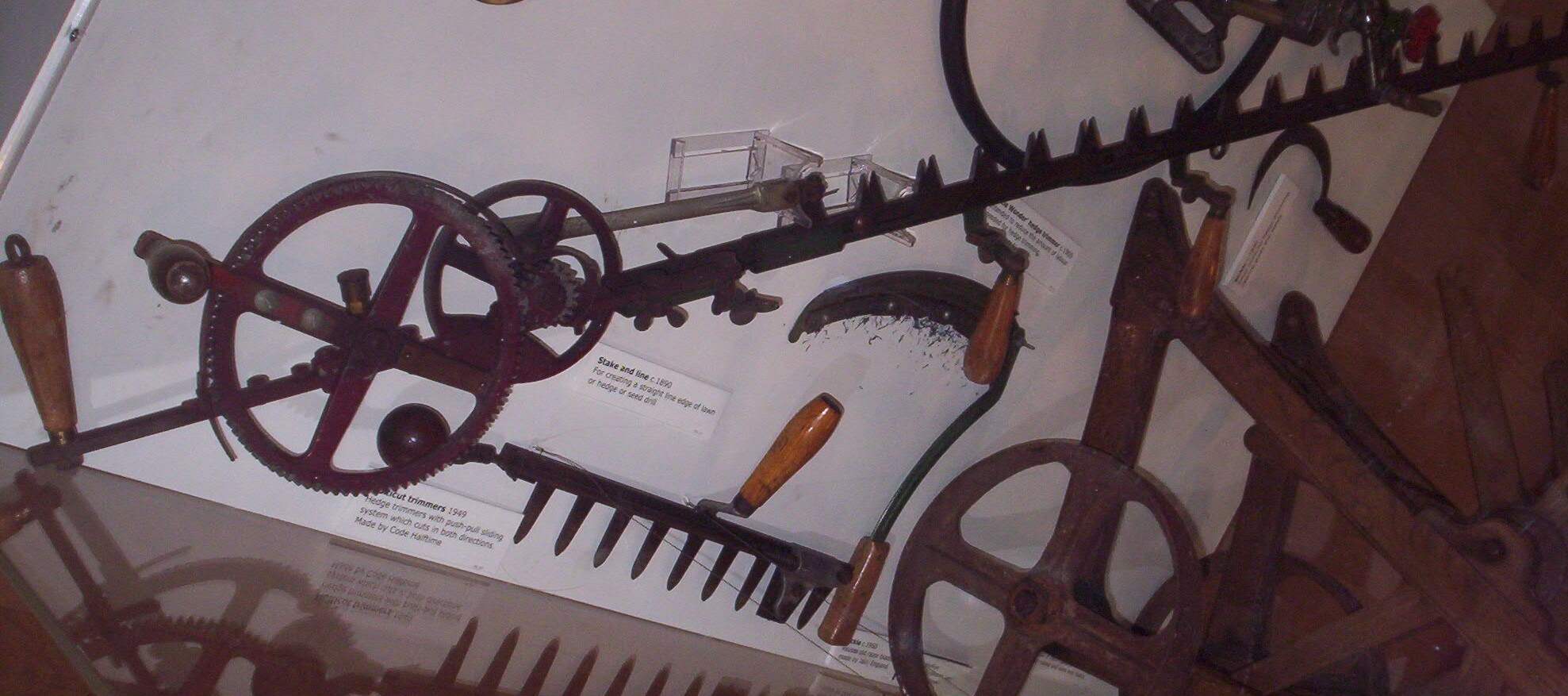
Reciprocating hedgers
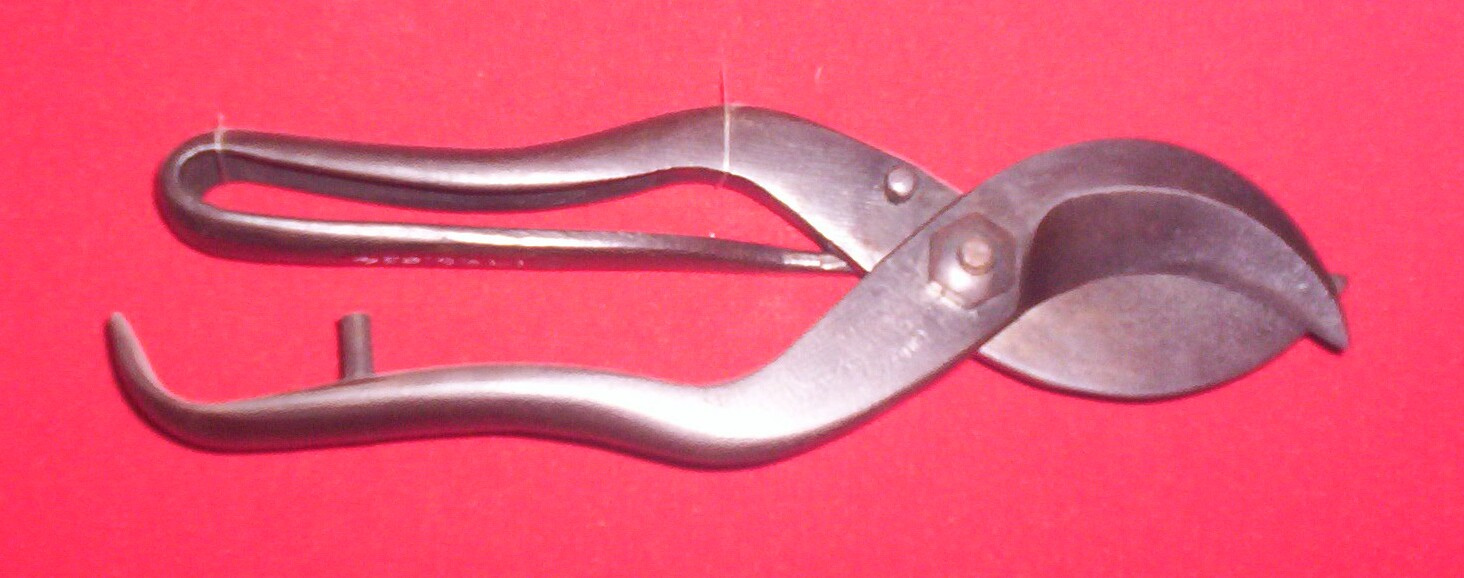
Hand pruners
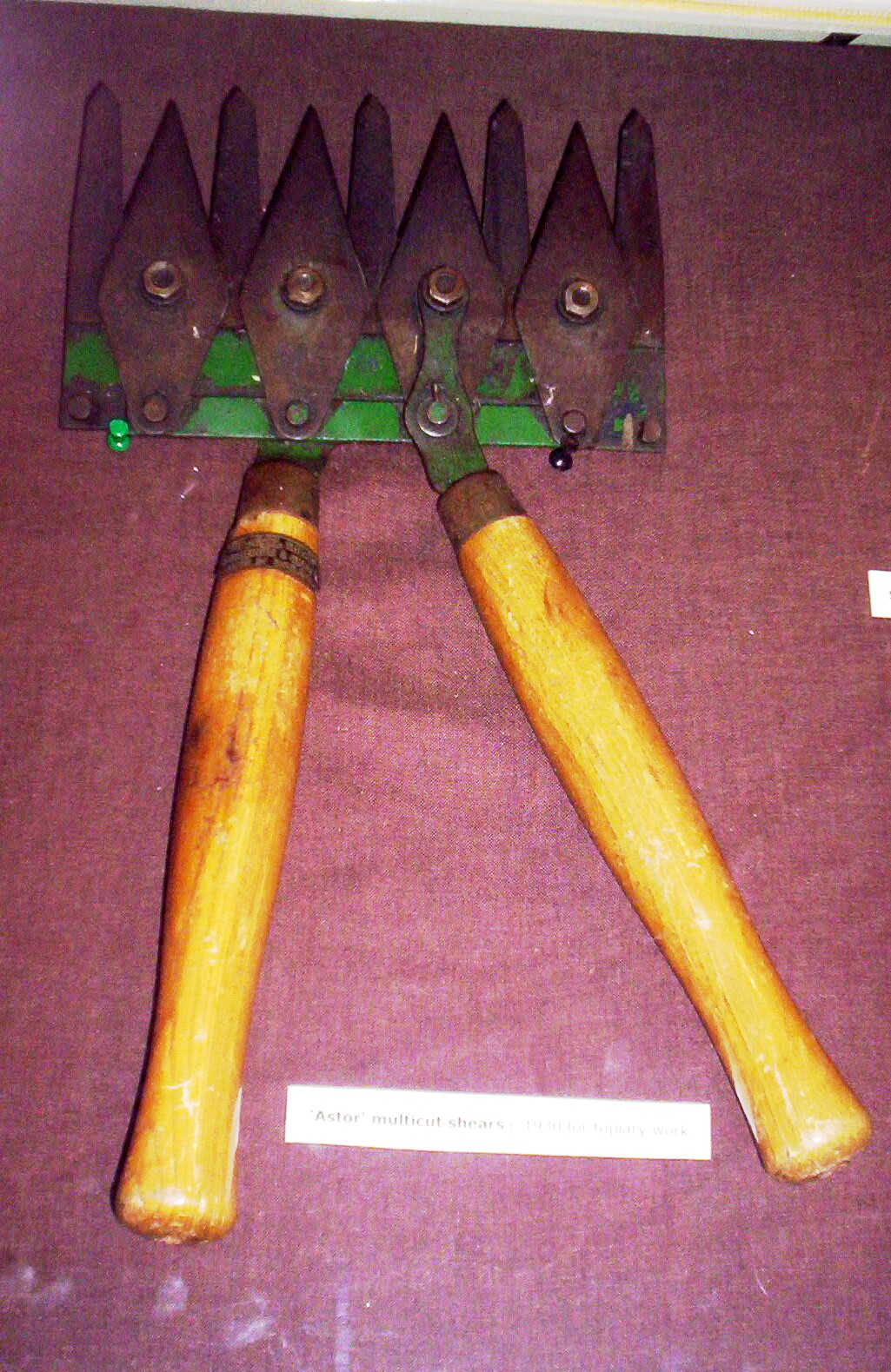
Multi-cut shears

### 정원 디자인에 대한 새로운 기록물
정원박물관의 미래 개발 프로젝트의 핵심은 정원 디자인의 기록물인데 20~21세기 핵심적 개인 디자이너와 개인 디자인 명작에 집중된다.

## 박물관 정원
박물관 정원은 1981년에 만들어졌다. 핵심부는 노트 정원(kont garden)인데 당시 박물관장이던 솔즈버리 출신의 Dowager Marchioness에 의해 디자인되고 정원식물이 심겨졌다(그는 이것뿐만 아니라 Hertfordshire에 위치한 Hatfield House에 딸린 정원의 재조성을 담당했다).

## 박물관 프로그램
원예 훈련(Horticultural Traineeship)을 포함한 몇 가지 영역의 직업훈련 프로그램(Traineeship)을 운영하고 있다.

## 램버스 성모교회

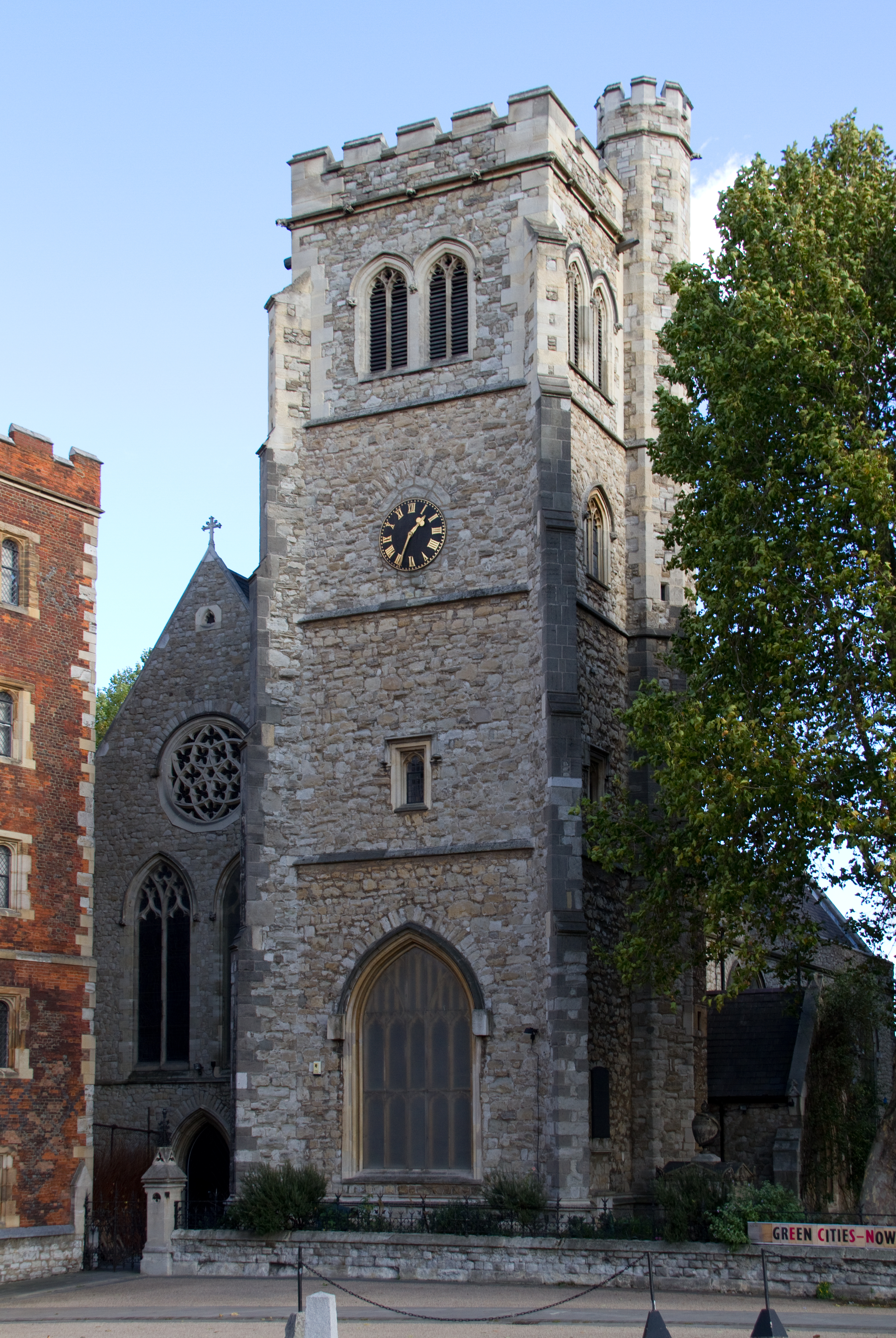
램버스 성모교회의 탑

## 성모교회의 뜰과 매장

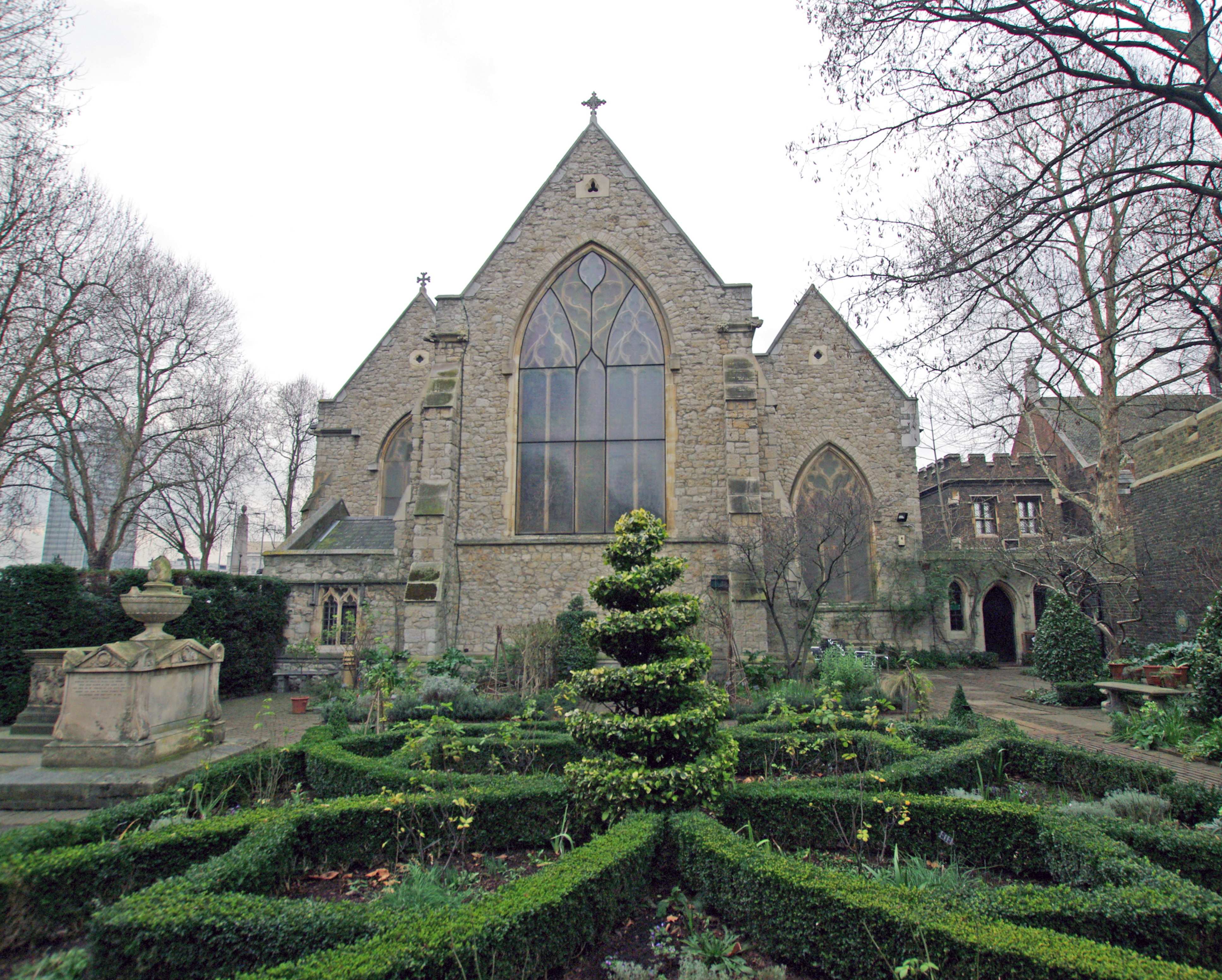
정원에서 바라본 성모교회. Tradescant와 BlighSt의 무덤이 왼쪽에 보이는데 코우드 인조석을 이용해 빵나무열매 모양으로 비석의 머리를 장식했다.

### Tradescants가의 무덤

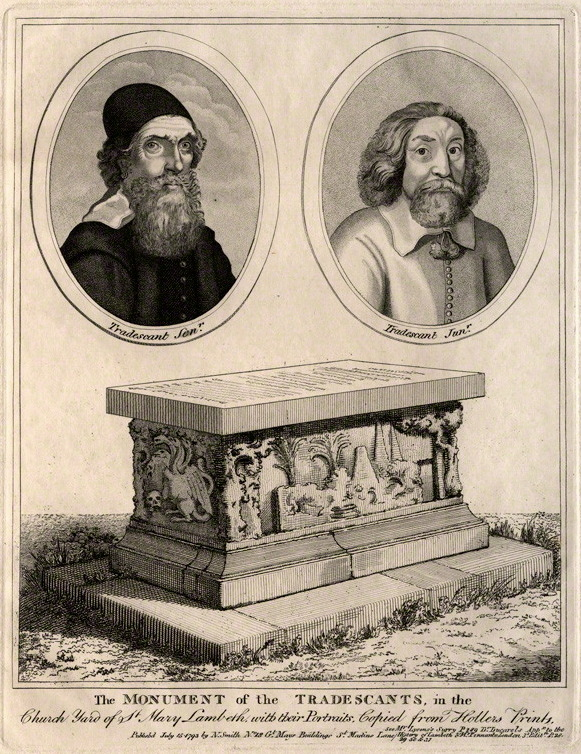
Tradescants가의 무덤